# Mennesker på Skærmen
|  | Denne artikel er oprettet af botten PalnaBot ud fra en ekstern database. Den kan derfor have sproglige fejl eller mangler. Denne skabelon kan fjernes efter kontrol af indholdet. |

Mennesker på Skærmen er en kortfilm fra 2012 instrueret af Asger B. Lindqvist, Morten Lindqvist efter manuskript af Asger B. Lindqvist, Morten Lindqvist.

## Handling
En mand får smadret sit fjernsyn, hvilket leder ham på en langsom genopdagelse af et liv, han havde glemt, han havde.